# Závod (okres Malacky)
Závod je obec na Slovensku v okrese Malacky. Žije v ní přibližně 3 000 obyvatel. První písemná zmínka o vesnici pochází z roku 1557.

## Pamětihodnosti
V obci se nachází dva římskokatolické kostely. V centru obce stojí novogotický kostel svatého Michala archanděla z roku 1899. Starší gotický kostel Navštívení Panny Marie z roku 1339 je na hřbitově. V katastrálním území obce leží chráněný areál Jazerinky.

## Osobnosti
- Štefan Vrablec (1925–2017), pomocný biskup a rektor Slovenského ústavu sv. Cyrila a Metoděje